# Shonen Knife
Shonen Knife( 少年ナイフ Shōnen Knife) é uma banda de punk rock japonês, formada em 1981 na cidade de Osaka pelas irmãs Naoko e Atsuko Yamano e sua amiga Michie Nakatani. 
Entre suas influências incluem-se Buzzcocks, The Beatles, The Ramones, Nirvana, The Stalin, The Star Club, Kiss, Judas Priest, Black Sabbath, The Beach Boys, Sonic Youth, Redd Kross, entre outros.

## Integrantes

### Formação Atual
- Naoko Yamano - vocalista, guitarra
- Emi Morimoto - bateria, vogal de apoio
- Ritsuko Taneda - baixo, vocal de apoio

### Ex-integrantes
- Michie Nakatani - vocalista, baixo (1981 - 1999)
- Mana Nishiura "China" - bateria (2001 - 2004)
- Atsuko Yamano - bateria (1981 - 2008)
- Etsuko Nakainshi - bateria (2005 - 2010)

## Discografia
- 1982: Minna Tanoshiku
- 1983: Burning Farm
- 1984: Yama-no Attchan'
- 1986: Pretty Little Baka Guy
- 1991: 712
- 1992: Let's Knife
- 1994: Rock Animals
- 1996: The Birds & the B-Sides
- 1997: Brand New Knife
- 1998: Happy Hour
- 2000: Strawberry Sound
- 2002: Heavy Songs
- 2003: Candy Rock
- 2006: Genki Shock!
- 2007: fun! fun! fun!
- 2008: Super Group
- 2010: Free Time
- 2011: Osaka Ramones
- 2012: Pop Tune
- 2014: Overdrive
- 2016: Adventure
- 2018: Alive! in Osaka
- 2019: Sweet Candy Power